# Lipase pancréatique
 (août 2012).
Si vous disposez d'ouvrages ou d'articles de référence ou si vous connaissez des sites web de qualité traitant du thème abordé ici, merci de compléter l'article en donnant les références utiles à sa vérifiabilité et en les liant à la section « Notes et références ».
La lipase pancréatique (ou triacylglycérolacylhydrolase) est une enzyme (plus spécifiquement une lipase hydrosoluble) qui est produite par le pancréas sous forme zymogène et qui permet la digestion des graisses.
Cette enzyme est activée dans le duodénum par la trypsine. Elle est active à pH alcalin : l'ion bicarbonate produit par le pancréas neutralise l'acidité gastrique.
Cette enzyme fonctionne avec un cofacteur : la colipase (sécrétée sous forme de procolipase activée par la trypsine dans le duodénum) liée à l'extrémité C-terminale de la lipase. Son activité nécessite également la présence des sels biliaires.
La lipase pancréatique est sécrétée directement sous forme active dans le duodénum sans pour autant dégrader le tissu pancréatique lipidique dans lequel elle est synthétisée du fait de la nécessité de la colipase et des sels biliaires.
Du fait de son hydrosolubilité, elle n'est active que sur des substrats émulsionnés, à savoir les triglycérides à chaîne longue. Elle coupe ses liaisons ester en 1 et 3 sur le glycérol.
Il existe d'autres lipases au niveau du tractus digestif (la lipase Salivaire ou linguale, absente chez l'homme mais présente chez le rat par exemple, et la lipase gastrique), mais la majorité des triglycérides sont hydrolysés par la lipase pancréatique. Par conséquent, l'absence de lipase pancréatique entraine une digestion partielle voire une non digestion des graisses. On observera ainsi une stéatorrée (selles grasses).
Un médicament comme l'Orlistat inhibe la lipase pancréatique entraînant une non digestion des graisses (prescrite pour certaines diètes, en cas d'obésité par exemple).

## Animaux hibernants
Les animaux hibernants stockent des graisses en se nourrissant avant l'hibernation. La lipase pancréatique permet de dissoudre ces graisses (triglycérides et acides gras) tout au long de l'hibernation, où l'animal ne se nourrit pas, pour les utiliser comme source d'énergie et de chaleur .